# Macroagelaius imthurni
Macroagelaius imthurni е вид птица от семейство Трупиалови.

## Разпространение
Видът е разпространен в Бразилия, Венецуела и Гвиана.